# Clémentine de Giuli
Pour les articles homonymes, voir De Giuli.
Clémentine de Giuli, née le 10 avril 1993 à Genève est une archère suisse spécialiste de l'arc à poulies ou compound, multi championne suisse et membre de l'équipe nationale suisse depuis 2008,.

## Biographie
Clémentine commence à pratiquer le tir à l'arc à l'âge de six ans. Sa sœur est Valentine de Giuli, une archère suisse spécialiste de l'arc classique ou recurve, membre également de l'équipe nationale suisse. Sa mère Marie-Thérèse De Giuli est également multiple championne de Suisse de tir à l'arc vétérans sur arc classique. 
En mai  2014, elle se voit décerner le titre de meilleur espoir féminin, tous sports confondus, lors de la remise des hommages aux championnes et champions 2013 par la ville et le canton de Genève.
Elle a vingt-cinq titres de championne de Suisse. Elle termine à la sixième place lors des championnats du monde à Lausanne et médaillée d'argent en équipe.

## Palmarès
Elle représente la Suisse  à la finale de la coupe du monde de tir à l'arc de 2014 à Lausanne en individuel et en mixte et aux championnats du monde de tir à l'arc 2015 à Copenhague en individuel et lors de la coupe du monde de tir à l'arc de 2017 à Berlin et aux Championnats du monde de tir à l'arc 2017 à Mexico.
- 2014 - Championnat du monde de Lausanne
  -  Médaille d'argent[2]